# Circleville (Utah)
Circleville è una città degli Stati Uniti d'America, situata nello Stato dello Utah, nella Contea di Piute.